# 川崎市中1男子生徒殺害事件
川崎市中1男子生徒殺害事件（かわさきしちゅういちだんしせいとさつがいじけん）是於2015年（平成27年）2月20日發生在日本神奈川縣川崎市川崎區港町多摩川堤防邊一名13歳的中學1年級生（下稱少年X）遭殺害棄屍的案件。嫌犯為3名少年，在案發後1週遭逮捕。

## 案件概要
2013年7月，少年X自島根縣西之島町搬家至川崎市。2014年4月，少年X開始就讀中學。同年夏天，少年X開始未參與社團活動。11月，少年X開始與學長圈有所往來。
2015年1月8日休假後，少年X開始不上學。之後並曾跟友人透漏「我可能會被殺掉」。2月16日，班上導師打電話給少年X，並勸他「是不是該回來學校上課了」。
2月19日晚間，少年X與母親在家中吃晚飯後出門，那是他們最後一次交談。2月20日凌晨2時許，少年X推定在此時死亡。
凌晨3時許，有人打119通報川崎市公園的公共廁所內有火苗冒出，消防隊據報前往，發現了被燒焦的衣物及鞋子，後來確認與少年X當天所穿的一致。早上6時15分許，一名經過多摩川堤防外的男子發現屍體，隨即報警。
2月21日，神奈川縣警察公布死者為少年X，並設置捜査本部。少年X的死因是頸部遭刃器劃傷導致出血性休克死亡。少年X被發現時是裸體，後頸部有多處以銳利刃器橫向劃過的傷口；其臉部及手腕也有切割的傷痕。在現場並且發現了數條拘束帶，因此生前有遭捆綁手腳加以痛毆的可能性。
2月27日，警方以涉嫌殺人為由逮捕3名少年。
3月5日，當天出刊的雜誌《週刊新潮》2015年3月12日號上刊出了當時18歲的主謀「少年A」的照片及本名。《週刊新潮》解釋會刊出他的照片及本名是因為「（此案件）給社會帶來的重大影響」及「（少年A）的照片及本名早就已經在網路上散布流傳」的緣故。對此，日本辯護士連合會（日辯連）在同日就發表標題為「極為遺憾」的聲明、横浜辯護士會的小野毅會長也對週刊新潮提出抗議，並將抗議內容以書面寄送到該雜誌編集部。日辯連的聲明中再次強調了《少年法》的立法目的為保護少年，並認為《週刊新潮》所為恐將「對少年A行為的矯正及未來回歸社會帶來莫大的障礙」。

## 審判過程
少年A遭檢察官起訴涉犯殺人罪、另2名少年B與C則被起訴傷害致死罪。以下簡述3名被告情形：
A的部分
少年A2016年2月2日在横浜地方裁判所的第一次審判期日（本案為裁判員裁判）坦承有為起訴書所載的犯罪事實。在庭訊中他回答的始終唯唯諾諾，許多時候審判長因為聽不清楚必需要求他再答一遍。檢方指責他是因為不想放少年X回去，並且出於報復而起殺意；辯護人則稱他是一時衝動，且成長過程中並未學習到以暴力以外方式解決問題的能力。歷經連續3天的審理後，於同年2月4日辯論終結。同年月10日横浜地裁宣判，少年A遭判處9年以上13年以下的有期徒期（不定期刑）。而檢、辯雙方對此部分判決均未提起上訴，全案確定。
B的部分
少年B在2016年3月2日第一次審判期日也承認有為起訴書所載的犯罪事實。檢方指責他受少年A的指示數次割傷少年X的頸部，且與其他2人勾串隱瞞，其行為具惡質性、手段凶殘，應科以刑事處分；辯護人則稱他主要是受少年A的指示，惡質性低，對少年X的致傷程度也不嚴重，應送少年院收容即可。同年3月14日横浜地裁宣判，少年B遭判處4年以上6年6月以下的有期徒刑，檢、辯雙方對此部分判決亦均未提起上訴，全案確定。
C的部分
少年C在2016年5月19日第一次審判期日時，雖然承認有在案發現場，但否認有傷害少年X的行為，並主張無罪。但是少年A則作證稱是他將小刀從包包拿出來的，在少年A割傷少年X後也有將小刀接過去劃了數刀；並且有抓住少年X的頭去撞水泥護牆等語。同年6月3日横浜地宣判，少年C遭判處6年以上10年以下有期徒刑。法院並認為少年C是「立於主導地位將小刀交給少年A，參與程度甚高」、「（主張無罪的內容）與當時自身所為不符，而且供述矛盾不合理，信用性低」。同年6月15日少年C不服判決並向東京高等裁判所上訴。
同年10月11日在東京高裁的進行上訴審程序時，辯護人仍主張少年C為無罪；檢方則請求將被告的上訴駁回，當天並宣示辯論終結。同年11月8日東京高裁宣判，駁回少年C的上訴。。同年11月17日時，被告不服再向最高裁判所上訴，但該裁判所的第2小法庭在2017年1月25日亦判決駁回少年C的第三審上訴，全案確定。